# FC Amsterdam in het seizoen 1976/77
Het seizoen 1976/1977 was het zevende jaar in het bestaan van de Amsterdamse betaaldvoetbalclub FC Amsterdam. De club kwam uit in de Eredivisie en eindigde daarin op de 15e plaats. Tevens deed de club mee aan het toernooi om de KNVB Beker, hierin werd in de tweede ronde, na strafschoppen, verloren van Excelsior (0–0).

## Wedstrijdstatistieken

### Eredivisie
|       | Ajax  | AZ '67 | Eindhoven | Feyenoord | Go Ahead Eagles | De Graafschap | FC Den Haag | Haarlem | NAC   | N.E.C. | PSV   | Roda JC | Sparta Rotterdam | Telstar | FC Twente '65 | FC Utrecht | FC VVV |
| ----- | ----- | ------ | --------- | --------- | --------------- | ------------- | ----------- | ------- | ----- | ------ | ----- | ------- | ---------------- | ------- | ------------- | ---------- | ------ |
| Thuis | 2 – 3 | 2 – 6  | 0 – 0     | 1 – 2     | 1 – 2           | 2 – 1         | 1 – 1       | 1 – 0   | 1 – 0 | 2 – 2  | 0 – 0 | 1 – 2   | 2 – 2            | 1 – 1   | 0 – 1         | 2 – 2      | 8 – 3  |
| Uit   | 1 – 0 | 2 – 0  | 3 – 0     | 0 – 0     | 1 – 1           | 1 – 5         | 3 – 0       | 3 – 1   | 2 – 0 | 1 – 1  | 1 – 0 | 3 – 0   | 0 – 1            | 0 – 2   | 4 – 0         | 2 – 2      | 3 – 1  |

### KNVB Beker
| 2e ronde                                             | FC Amsterdam | 0 – 0 Na strafschoppen | Excelsior |
| 21 november 1976 Plaats: Amsterdam Olympisch Stadion |              |                        |           |

## Statistieken FC Amsterdam 1976/1977

### Eindstand FC Amsterdam in de Nederlandse Eredivisie 1976 / 1977
| Stand | Gespeeld | Gewonnen | Gelijk | Verloren | Punten | Doelpunten voor | Doelpunten tegen |
| ----- | -------- | -------- | ------ | -------- | ------ | --------------- | ---------------- |
| 15e   | 34       | 7        | 11     | 16       | 25     | 41              | 58               |

### Topscorers
| #                 | Naam                | Goal |
| ----------------- | ------------------- | ---- |
| 1.                | André Wetzel        | 14   |
| 2.                | Willy van Bommel    | 7    |
| 3.                | Geert Meijer        | 5    |
| 4.                | Niels Sørensen      | 4    |
| 5.                | Heini Otto          | 3    |
| 6.                | Rob Bianchi         | 2    |
| 7.                | Theo Husers         | 1    |
| 7.                | Kees de Jong        | 1    |
| 7.                | Leen van de Merkt   | 1    |
| 7.                | Bjarne Petersen     | 1    |
| 7.                | Cees van Veenendaal | 1    |
| Onbekend doelpunt |                     |      |
| –                 | Onbekend            | 1    |
| Totaal            | Totaal              | 41   |

| #      | Naam        | Goal |
| ------ | ----------- | ---- |
| .      | Geen speler | 0    |
| Totaal | Totaal      | 0    |

## Voetnoten
Ajax ·
FC Amsterdam ·
AZ '67 ·
Eindhoven ·
Feyenoord ·
Go Ahead Eagles ·
De Graafschap ·
FC Den Haag ·
Haarlem ·
NAC ·
N.E.C. ·
PSV ·
Roda JC ·
Sparta ·
Telstar ·
FC Twente '65 ·
FC Utrecht ·
FC VVV